# 竹田小百合
竹田 小百合（たけだ さゆり、1989年8月29日 - ）は日本の女子陸上競技選手。専門は三段跳。北海道函館市出身。
北海道恵庭北高等学校、北海道教育大学岩見沢校卒。高校時代の同級生に寺田明日香がおり、共に4x100mリレーでインターハイ優勝を達成している。2011年の日本陸上競技選手権大会で優勝しており、吉田文代の大会7連覇を阻止した。2012年から（北海道ハイテクAC）に所属。

## 自己ベスト
- 三段跳 - 13m16 (+0.5)  (2009年6月25日、第93回日本選手権)